# Mariusz Szyszko
Mariusz Szyszko (ur. 8 marca 1969 w Olsztynie) – polski siatkarz, reprezentant Polski, olimpijczyk z Atlanty 1996, 3-krotnie brał udział na mistrzostwach Europy (1991 i 1993 – 7. miejsce; 1995 – 6. miejsce).
Dwukrotnie zdobył mistrzostwo Polski z AZS-em Olsztyn w 1991 i 1992 roku. Dobra gra w barwach akademików zaowocowała wyjazdem do Francji, gdzie m.in. zdobył mistrzostwo Francji z Paris UC w 1998 roku.
Po zakończeniu kariery został dziennikarzem TVP Sport. Komentował m.in. mecze siatkówki na Igrzyskach Olimpijskich w Pekinie, Londynie i Rio de Janeiro. Współpracował również z olsztyńską prasą oraz rozgłośniami radiowymi (m.in. komentował mecze PlusLigi w Radiu UWM FM).
Od 5 maja 2009 był prezesem zarządu AZS UWM Olsztyn. W 2013 został zwolniony z tej funkcji z powodu słabych wyników klubu.
Od 2013 roku został rzecznikiem reprezentacji Polski siatkarzy.
Od stycznia 2015 roku do marca 2017 roku był prezesem Cerrad Czarnych Radom.

## Sukcesy klubowe
Puchar Polski:
- 1989, 1991, 1992

Mistrzostwo Polski:
- 1991, 1992
- 1989, 1993, 2004, 2005
- 1990

Puchar Europy Mistrzów Klubowych:
- 1998

Mistrzostwo Francji:
- 1998
- 2001, 2002

## Sukcesy reprezentacyjne
Letnia Uniwersjada:
- 1991
- 1993